# アルティーリア
アルティーリア（イタリア語: Altilia）は、イタリア共和国カラブリア州コゼンツァ県にある、人口約700人の基礎自治体（コムーネ）。

## 地理

### 位置・広がり

#### 隣接コムーネ
隣接するコムーネは以下の通り。括弧内のCZはカタンザーロ県所属を示す。
- ベルシート
- カルパンツァーノ
- グリマルディ
- マリート
- マルティラーノ (CZ)
- モッタ・サンタ・ルチーア (CZ)
- ペディヴィリアーノ
- シリアーノ